# Шкурин, Василий Митрофанович

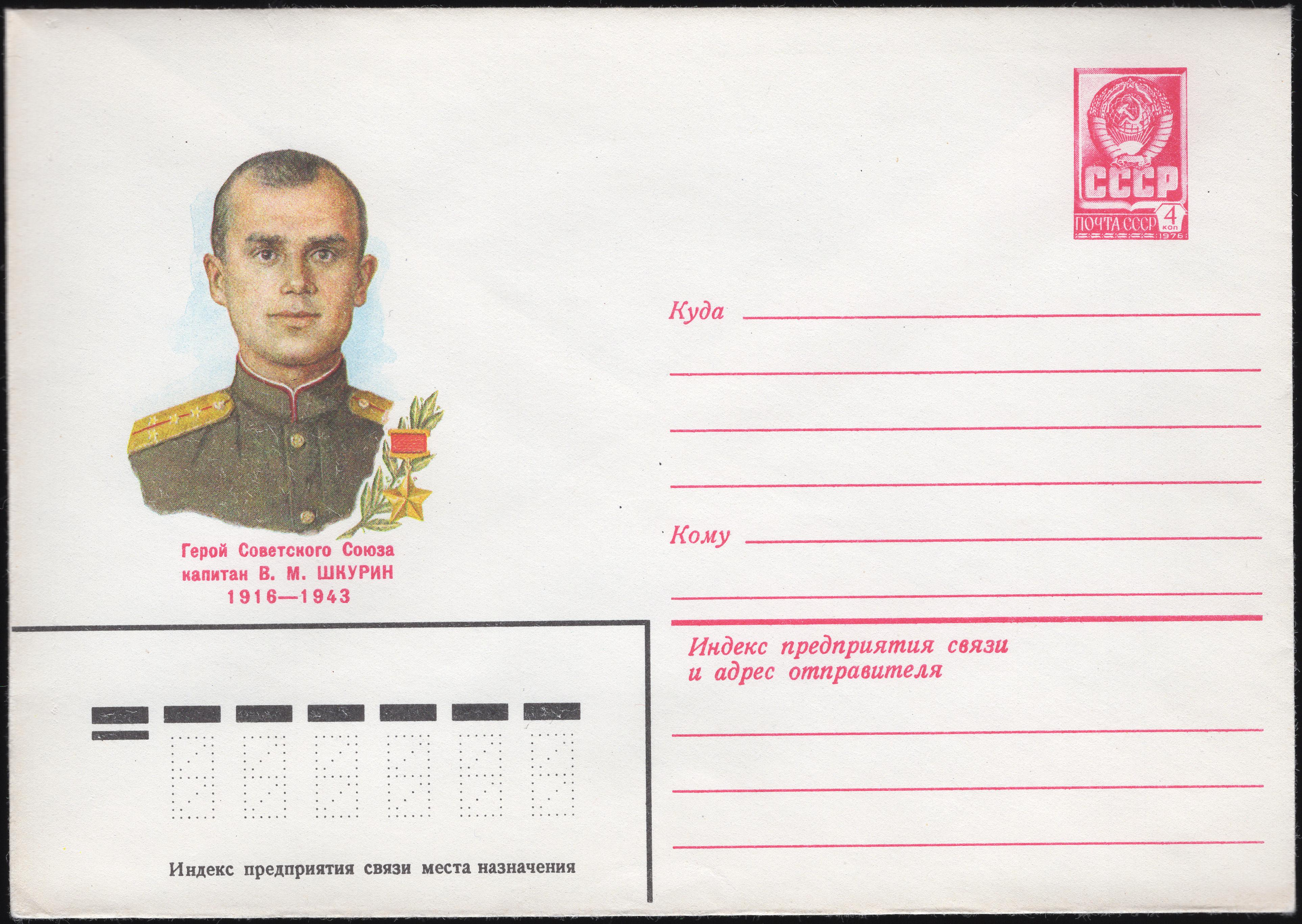
Почтовый конверт СССР, 1982 год

 Васи́лий Митрофа́нович Шку́рин  (16 января 1916 — 3 октября 1943) — заместитель командира батальона 1035-го стрелкового полка (280-я стрелковая дивизия, 60-я армия, Центральный фронт). Герой Советского Союза.

## Биография
Родился 16 января 1916 года в селе Чернава Скопинского уезда Рязанской губернии в семье служащего. Окончил 7 классов и советско-партийную школу. Работал в редакции районной газеты. В 1939 году призван в Красную армию Чернавским РВК Рязанской области. Участвовал в советско-финской войне 1939—1940 годов. В 1942 году окончил курсы «Выстрел».

#### Великая Отечественная война
С мая 1943 года капитан Шкурин в составе 1035-го стрелкового полка сражался на Центральном фронте. За боевые заслуги в оборонительных боях 5—11 июля 1943 года в районе населённого пункта Соложонки Троснянского района Курской области награждён орденом Красного Знамени.
Заместитель командира стрелкового батальона капитан Шкурин отличился в боях с 27 сентября по 3 октября 1943 года с момента форсирования Днепра. Из наградного листа:

Капитан Шкурин в боях за овладение селом Ротычи Чернобыльского района Киевской области, когда вышел из строя командир батальона, принял на себя командование батальоном в момент, когда батальон, действуя на левом фланге полка, на протяжении трёх суток вёл ожесточённый бой при отсутствии соседа слева, со стороны реки Тетерев, подавляя и уничтожая на пути продвижения огневые точки сильно укреплённого узла сопротивления противника перед селом Ротычи, а также и на южной окраине села Ротычи. Овладев южной окраиной села, Шкурин 6 раз отразил контратаку противника силой до батальона пехоты при поддержке 4-х танков и 3 октября 1943 года, получив приказ овладеть селом Ротычи, личным примером увлёк батальон в последнюю контратаку, после чего батальон перешел в атаку и полностью овладел селом Ротычи. В этом бою Шкурин погиб.

Указом Президиума Верховного Совета СССР от 17 октября 1943 года за успешное форсирование реки Днепр севернее Киева, прочное закрепление плацдарма на западном берегу реки Днепр и проявленные при этом отвагу и геройство капитану Шкурину Василию Митрофановичу присвоено звание Героя Советского Союза с вручением ордена Ленина и медали «Золотая Звезда» (посмертно).
Капитан Шкурин был похоронен в селе Ротычи Чернобыльского района. В 1964 году, в связи со строительством Киевской ГЭС, перезахоронен в братской могиле села Страхолесье.

## Награды
- Медаль «Золотая Звезда» (17.10.1943)[3];
- орден Ленина (17.10.1943);
- орден Красного Знамени (20.08.1943)[2].

## Память
- В Чернобыле на Аллее Героев была установлена памятная стела.